# Joseph McKenna
Joseph McKenna (Filadèlfia, Pennsylvània, 10 d'agost de 1843 † 21 de novembre de 1926, Washington DC) va ser un polític nord-americà que va servir en les tres branques del govern federal dels EUA, com a membre de la Cambra de Representants dels EUA, com a fiscal general dels EUA i com a Jutge Associat de Tribunal Suprem. És un dels pocs membres de la Cambra de Representants, que posteriorment han servit al Tribunal Suprem.
Va ser nomenat a la Cort del Novè Circuit d'Apel·lacions el 1892 pel president Benjamin Harrison.
McKenna era un centrista, i és autor d'algunes dissidències. Les seves opinions més destacades són Hipòlit ou Co v. United States 220 EUA 45 (1911), en què un tribunal va confirmar per unanimitat la Llei de puresa dels aliments i drogues de 1906.
En la història del Tribunal Suprem, ha estat un dels tretze jutges catòlics d'un total de 112.
McKenna es va casar amb Amanda Borneman el 1869, i la parella va tenir tres noies i un noi. Va morir el 21 de novembre de 1926. a Washington DC. Les seves restes estan enterrats al Cementiri del Mont de les Oliveres de la capital.